# Rita Vanherck
Rita Vanherck (19 november 1946) is een Belgische voormalige atlete, die was gespecialiseerd in het hoogspringen en de vijfkamp. Zij nam eenmaal deel aan de Europese kampioenschappen en veroverde op twee verschillende onderdelen acht Belgische titels. 

## Biografie
Vanherck werd tussen 1965 en 1970 vijf maal Belgisch kampioene in het hoogspringen en driemaal in de vijfkamp. Ze nam op beide nummers deel aan de Europese kampioenschappen van 1966 in Boedapest. Ze was ook ingeschreven op de 80 m horden, maar daarop startte ze niet.
Vanherck verbeterde in 1964 het Belgisch record van Ghislaine De Pauw bij het hoogspringen tot 1,60 m. Ze bracht het in verschillende verbeteringen in 1967 naar 1,70. Dit was echter onvoldoende voor deelname aan de Olympische Spelen van 1968. In 1969 werd ze, na de wijziging van de 80 m horden naar de 100 m horden, met 4264 punten Belgisch recordhoudster op de vijfkamp.

### Clubs
Vanherck werd, net als haar tweelingzus Monique, getraind door haar vader Albert Vanherck, een gewezen polsstokhoogspringer. Ze was aangesloten bij Beerschot AC.

## Belgische kampioenschappen
| Onderdeel    | Jaar                         |
| ------------ | ---------------------------- |
| hoogspringen | 1965, 1966, 1967, 1968, 1970 |
| vijfkamp     | 1966, 1968, 1969             |

## Persoonlijke records
| Onderdeel    | Prestatie      | Datum            | Plaats    |
| ------------ | -------------- | ---------------- | --------- |
| hoogspringen | 1,70 m (ex-NR) | 21 mei 1967      | Antwerpen |
| vijfkamp     | 4264 p (ex-NR) | 17 augustus 1969 | Vorst     |

## Palmares

### hoogspringen
- 1965:  BK AC – 1,60 m
- 1966:  BK AC – 1,60 m
- 1966: 19e in kwal. EK in Boedapest – 1,55 m
- 1967:  BK AC – 1,65 m
- 1968:  BK AC – 1,59 m
- 1970:  BK AC – 1,68 m

### vijfkamp
- 1966:  BK AC – 4010 p
- 1966: 19e EK in Boedapest – 4168 p
- 1968:  BK AC – 4251 p
- 1969:  BK AC – 4264 p